# Mistrzostwa Europy w Aerobiku 2019
Mistrzostwa Europy w Aerobiku 2019 – 11. edycja mistrzostw Europy w aerobiku. Odbyły się w dniach 24–26 maja w Narodowej Arenie Gimnastycznej w stolicy Azerbejdżanu, Baku.
Były to pierwsze mistrzostwa Europy w aerobiku rozegrane w Azerbejdżanie. Tydzień wcześniej odbyły się w tym samym miejscu Mistrzostwa Europy w Gimnastyce Artystycznej 2019.

## Program
Źródło:
| Data    | Wydarzenie   | Konkurencja                                                 |
| ------- | ------------ | ----------------------------------------------------------- |
| 24 maja | Kwalifikacje | taniec, jedynki dziewcząt, trójki juniorów                  |
| 24 maja | Kwalifikacje | jedynki chłopców, pary mieszane, grupy juniorów             |
| 25 maja | Kwalifikacje | taniec, jedynki kobiet, trójki seniorów                     |
| 25 maja | Kwalifikacje | jedynki mężczyzn, pary mieszane, grupy seniorów             |
| 26 maja | Finały       | jedynki dziewcząt, jedynki chłopców, pary mieszane juniorów |
| 26 maja | Finały       | trójki, grupy, taniec juniorów                              |
| 26 maja | Finały       | jedynki kobiet, jedynki mężczyzn, pary mieszane seniorów    |
| 26 maja | Finały       | trójki, grupy, taniec seniorów                              |

## Medaliści
| Konkurencja       | Złoto | Srebro | Brąz |        |
| Seniorzy          | | | |        |
| Jedynki mężczyzn  | Roman Siemienow | Timur Kułajew | Antonio Papazow | [ 3 ]  |
| Jedynki kobiet    | Jekatierina Pychtowa | Tatiana Konakowa | Darina Paszowa | [ 4 ]  |
| Pary mieszane     | Węgry 2 Dániel Bali · Fanni Mazács | Turcja 2 Mehmet Ercoş · Ayşe Begüm Onbaşı | Rumunia 2 Dacian Nicolae Barna · Andreea Bogati | [ 5 ]  |
| Trójki            | Węgry Dániel Bali · Balázs Farkas · Fanni Mazács | Rosja 2 Jelena Iwanowa · Jekatierina Pychtowa · Anastasija Ziubina                                                                                       | Rumunia 2 Andreea Bogati · Dorin Marian Brotei · Mihai Alin Popa | [ 6 ]  |
| Grupy             | Rumunia Dacian Nicolae Barna · Gabriel Bocser · Andreea Bogati · Dorin Marian Brotei · Mihai Alin Popa                                                          | Bułgaria Tihomir Barotew · Iwelina Lukaki · Antonio Papazow · Darina Paszowa · Ana Maria Stojłowa                                                        | Rosja Garsiewan Dżanazjan · Timur Kułajew · Ilja Ostapienko · Roman Siemienow · Piotr Pierminow | [ 7 ]  |
| Taniec            | Azerbejdżan Ayxan Əhmədli · Balaxanım Əhmədova · Nərminə Hüseynova · Nigar İbrahimbəyli · İmran İmranov · Akif Kərimli · Elçin Məmmədov · Mədinə Mustafayevadan | Rosja Timur Alitowskij · Garsiewan Dżanazjan · Makar Gasiłow · Ilja Ostapienko · Roman Siemienow · Anton Sziszigin · Dienis Szurupow · Aleksiej Żurawlew | Rumunia Maria Bianca Becze · Sandra Cristina Dinca · Isabela Ioana Dumitrașcu Minculescu · Zsofia Alexandra Meszar · Teea Gabriela Milea · Sarmiza Mihaela Niculescu · Flavia Sebastiana Sentea · Steliana Nicoleta Stoenescu | [ 8 ]  |
| Zawody drużynowe  | Rosja | Rumunia | Węgry | [ 9 ]  |
| Juniorzy          | | | |        |
| Jedynki chłopców  | Anton Kołobow | Miquel Mañé Gabarró | Rui Cansado Daniel Tavoc | [ 10 ] |
| Jedynki dziewcząt | Anastasija Dmitrijewa | Darja Tichonowa | Anastasija Kuraszwili | [ 11 ] |
| Pary mieszane     | Włochy Andrea Colnago · Elisa Marras | Rosja 2 Damir Manafow · Ksenija Stiefu | Rumunia 1 Darius Augustin Branda · Andreea Selena Sotanga | [ 12 ] |
| Trójki            | Rosja 2 Aleksandra Mierkułowa · Ksenija Stiefu · Darja Tichonowa                                                                                                | Rumunia 2 Claudia Mihaela Gheorghe · Leonard Marian Manta · Daniel Tavoc                                                                                 | Rosja 1 Jekatierina Gridina · Zoja Ilmietowa · Anastasija Wachonina | [ 13 ] |
| Grupy             | Rosja Jekatierina Gridina · Damir Manafow · Aleksandra Mierkułowa · Ksenija Stiefu · Anastasija Wachonina                                                       | Włochy Sofia Cavalleri · Arianna Ciurlanti · Sara Cutini · Gaia Laurino · Alice Pettinari                                                                | Węgry Dóra Ákoshegyi · Fruzsina Fejér · Vanessza Ruzicska · Ilona Görgényi · Zsófia Simon | [ 14 ] |
| Taniec            | Rosja Anastasija Dmitriejwa · Anna Gasiłowa · Kristina Grudkowa · Arina Kim · Daria Łomakina · Polina Ługowa                                                    | Rumunia Ioana Paula Calenici · Mirela Maria Frincu · Catinca Ioana Geamanu · Ebru Gheneghez · Traiana Victoria Scupra · Nicole Catalina Straliciuc       | Węgry Gréta Fényes · Kamilla Goda · Viktória Kiss · Vanessza Ruzicska · Zsófia Simon · Csenge Szőke | [ 15 ] |
| Zawody drużynowe  | Rosja | Rumunia | Węgry | [ 16 ] |

## Klasyfikacja medalowa
| Pozycja | Państwo     | Złoto | Srebro | Brąz | Razem |
| ------- | ----------- | ----- | ------ | ---- | ----- |
| 1.      | Rosja       | 9     | 6      | 2    | 17    |
| 2.      | Węgry       | 2     | 0      | 4    | 6     |
| 3.      | Rumunia     | 1     | 4      | 5    | 10    |
| 4.      | Azerbejdżan | 1     | 0      | 0    | 1     |
| 5.      | Włochy      | 1     | 1      | 0    | 2     |
| 6.      | Bułgaria    | 0     | 1      | 2    | 3     |
| 7.      | Turcja      | 0     | 1      | 0    | 1     |
| 7.      | Hiszpania   | 0     | 1      | 0    | 1     |
| 9.      | Portugalia  | 0     | 0      | 1    | 1     |
| 9.      | Ukraina     | 0     | 0      | 1    | 1     |
| Razem   | Razem       | 14    | 14     | 15   | 43    |

## Reprezentacje biorące udział
Aktualne na dzień 2019-05-09.
| Reprezentacja   | Liczba zawodników | Liczba zawodników | Liczba zawodników | Liczba zawodników | Liczba zawodników |
| Reprezentacja   | Mężczyźni         | Mężczyźni         | Kobiety           | Kobiety           | Razem             |
| Reprezentacja   | Seniorzy          | Juniorzy          | Seniorki          | Juniorki          | Razem             |
| --------------- | ----------------- | ----------------- | ----------------- | ----------------- | ----------------- |
| Austria         | 0                 | 0                 | 0                 | 6                 | 6                 |
| Azerbejdżan     | 6                 | 0                 | 5                 | 6                 | 17                |
| Białoruś        | 1                 | 0                 | 4                 | 0                 | 5                 |
| Bułgaria        | 2                 | 1                 | 3                 | 8                 | 14                |
| Czechy          | 0                 | 0                 | 5                 | 4                 | 9                 |
| Estonia         | 0                 | 1                 | 0                 | 2                 | 3                 |
| Finlandia       | 0                 | 0                 | 6                 | 10                | 16                |
| Francja         | 1                 | 0                 | 3                 | 7                 | 11                |
| Grecja          | 0                 | 0                 | 1                 | 8                 | 9                 |
| Hiszpania       | 4                 | 1                 | 5                 | 11                | 21                |
| Litwa           | 1                 | 2                 | 3                 | 6                 | 12                |
| Mołdawia        | 0                 | 0                 | 3                 | 3                 | 6                 |
| Niemcy          | 1                 | 0                 | 11                | 14                | 26                |
| Portugalia      | 1                 | 2                 | 4                 | 12                | 19                |
| Rosja           | 13                | 3                 | 10                | 13                | 39                |
| Rumunia         | 6                 | 3                 | 9                 | 9                 | 27                |
| Słowacja        | 0                 | 0                 | 2                 | 1                 | 3                 |
| Turcja          | 4                 | 1                 | 2                 | 4                 | 11                |
| Ukraina         | 3                 | 1                 | 9                 | 2                 | 15                |
| Węgry           | 4                 | 1                 | 13                | 10                | 28                |
| Wielka Brytania | 1                 | 0                 | 4                 | 6                 | 11                |
| Włochy          | 8                 | 2                 | 4                 | 11                | 25                |
| Razem           | 56                | 18                | 106               | 153               | 333               |